# Vitalparametrar
Vitalparametrar eller vitala tecken är de viktigaste tecknen för bedömning av en persons kroppsfunktion. 

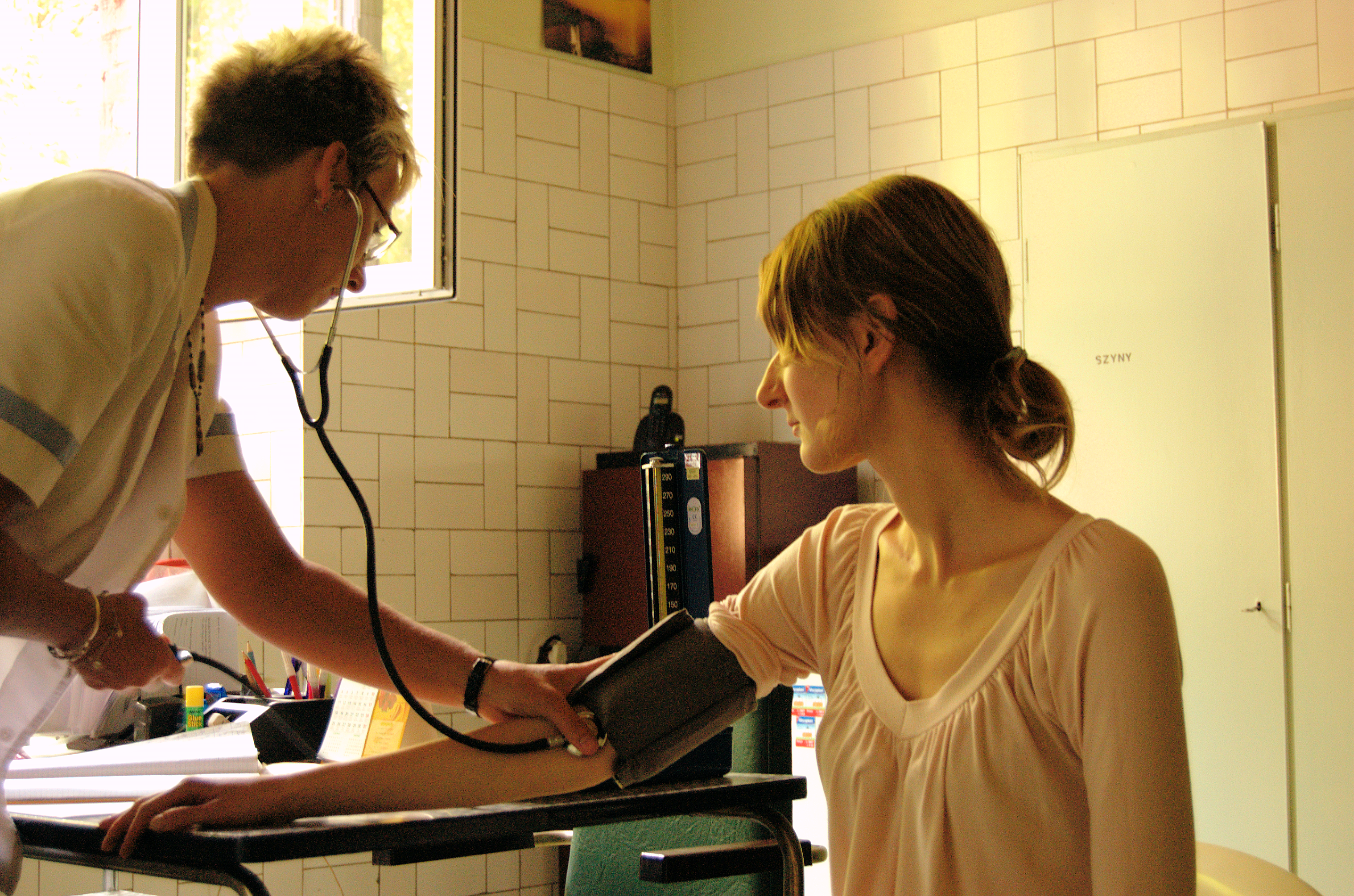
Manuell Blodtrycksmätning med blodtrycksmanchett och stetoskop.

Vitalparametrarna kontrolleras rutinmässigt i en medicinsk undersökning när en person söker vård på olika inrättningar, exempelvis i triage, och kan utgöra underlag vid en prioriteringsbedömning eller diagnostisering.
De fyra primära parametrarna är puls, blodtryck, andningsfrekvens, och kroppstemperatur. Saturation, blodsockernivå, smärta, tidpunkt i menstruationscykeln eller medvetandegrad anges i vissa situationer som en femte parameter.